# Michael Kram
Michael Kram, né le 20 décembre 1978 à Regina en Saskatchewan, est un programmeur et homme politique canadien. Il représente la circonscription de Regina—Wascana à la Chambre des communes du Canada depuis 2019 sous la bannière du Parti conservateur du Canada.

## Biographie
Michael Kram naît le 20 décembre 1978 à Regina en Saskatchewan où il grandit. Ses parents étaient tous deux enseignants et ses grands-parents étaient tous agriculteurs de la région de Raymore. Il fréquente l'école secondaire Dr. Martin LeBoldus. Il est titulaire d'un baccalauréat ès sciences (spécialisation en informatique) et d'un baccalauréat ès arts (spécialisation en économie) de l'Université de Regina.
Avant d'être élu, Michael Kram travaille au ministère de la Défense nationale puis comme programmeur à Regina.